# Menkeweer (gehucht)
Menkeweer is een gehucht in de gemeente Het Hogeland in de Nederlandse provincie Groningen. Het ligt even boven Onderdendam aan de Warffumermaar. Vroeger stond er een kerk. Tegenwoordig resteert alleen nog het kerkhof. Naast het kerkhof staat boerderij Menkeweer, waarvan het voorhuis -de vroegere weem- in 2021 werd gesloopt wegens aardbevingsschade als gevolg van de gaswinning.
Even boven het gehucht ligt de Scheeftil over de Delthe of Usquerdermaar. Aan de westzijde van het Warffumermaar staat de poldermolen De Zilvermeeuw, een achtkante bovenkruier uit 1870. Iets meer naar het dorp staat het monumentale huis Molenkom waarvoor zich een hoogholtje (Menkeweersterholtje) over het Warffumermaar bevindt.

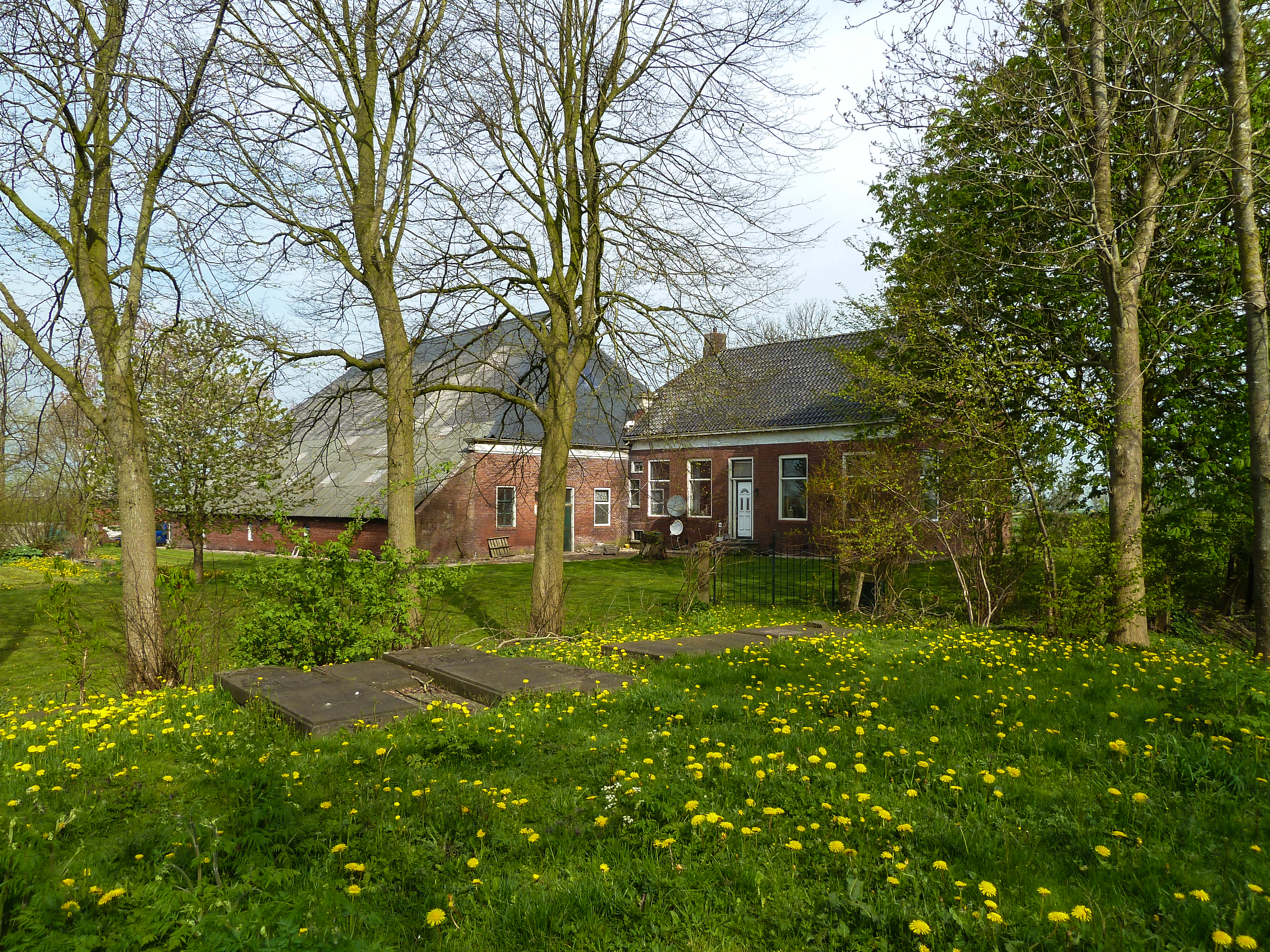
Boerderij Menkeweer vanaf het kerkhof in 2012. In 2021 werd het voorhuis gesloopt wegens aardbevingsschade.
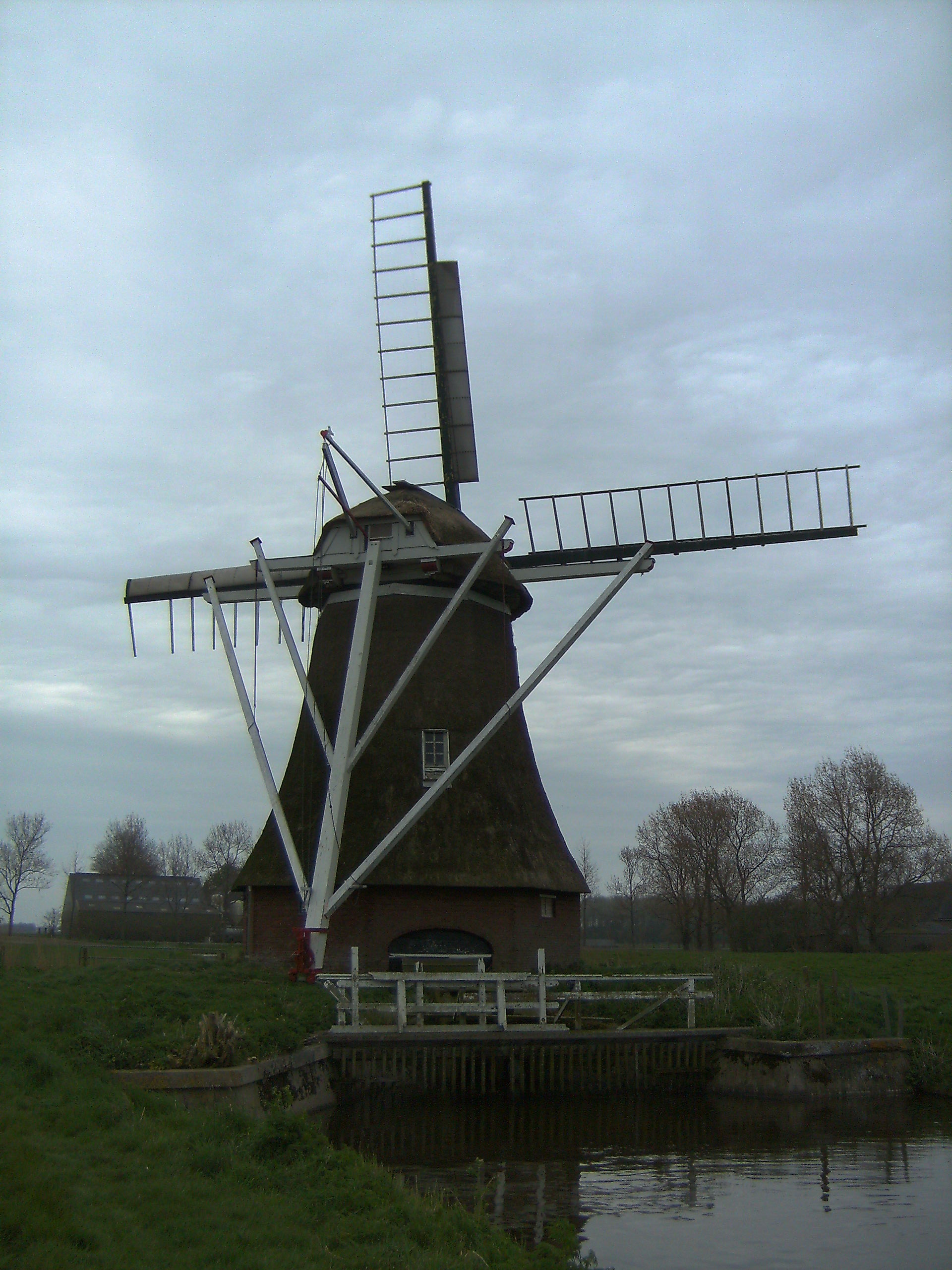
Poldermolen De Zilvermeeuw
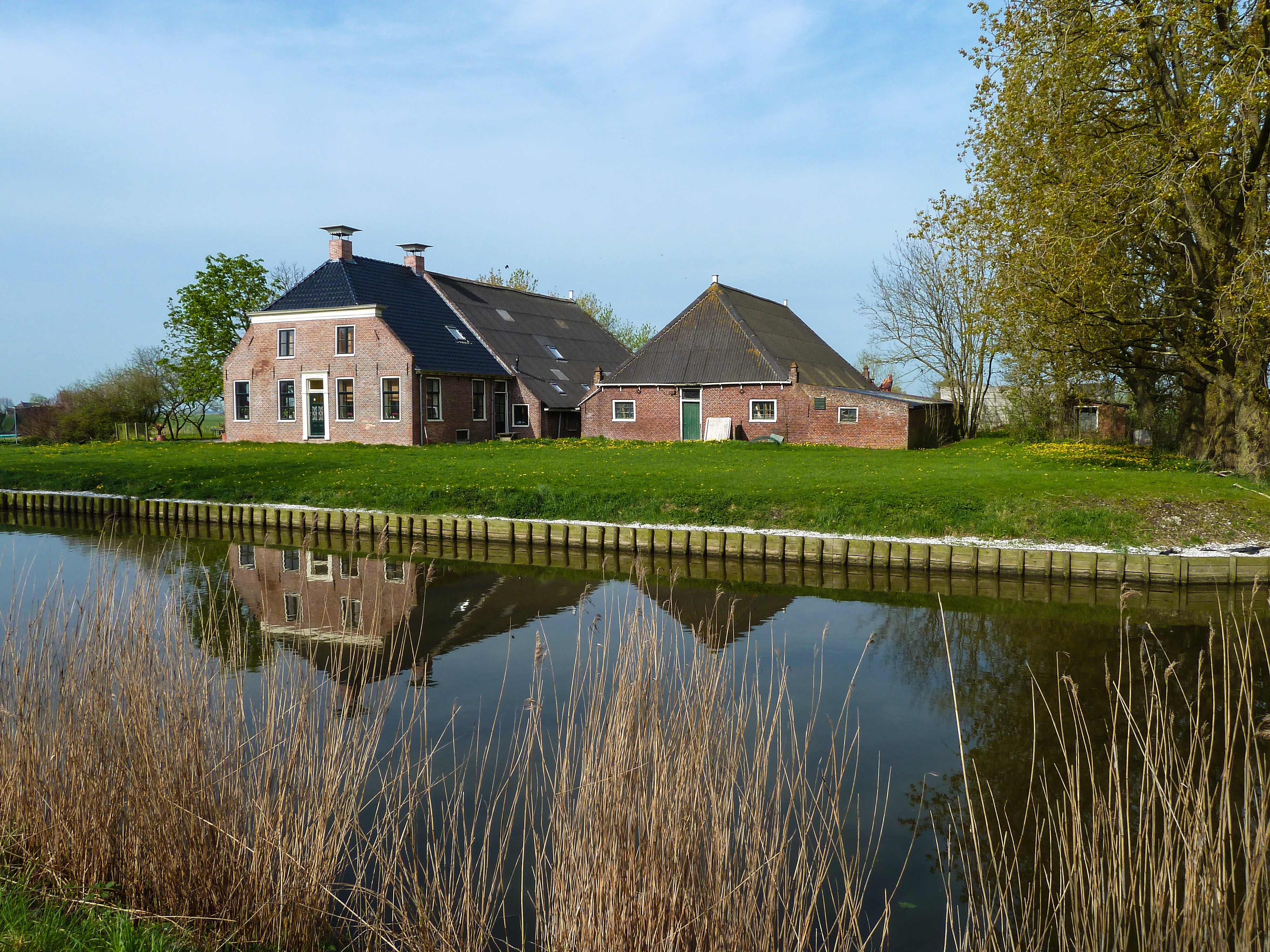
Boerderij aan de Winsumerweg 3 tegenover het Warffumermaar
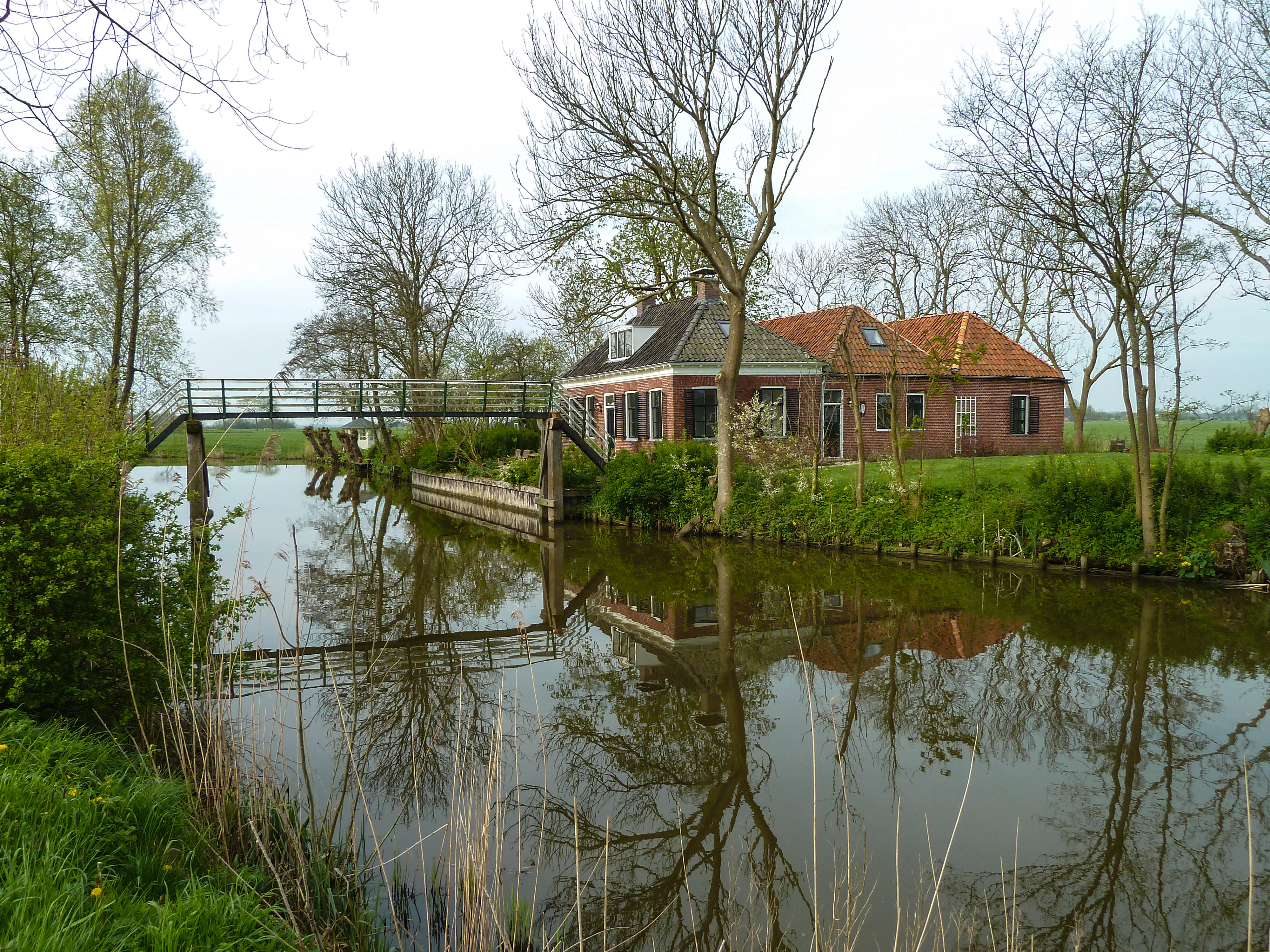
Huis Molenkom met Menkeweersterholtje

## Geschiedenis

### Wierde en kerkelijke gemeente
Menkeweer is ontstaan rond een wierde, die waarschijnlijk werd opgeworpen rond de jaartelling. De eerste keer dat de plaatsnaam met zekerheid voorkomt is als Menekingwerve in 1329 (afschrift uit 1394); in 1378 is sprake van het kerspel Mendekingawere. De naam betekent iets als de 'opgeworpen hoogte (wierde, werd, werfe) van de lieden van Menneke'.
In de middeleeuwen maakte het grondgebied van het kerspel Menkeweer deel uit van het Klooster Yesse (Essen). Een kleiner deel viel onder het klooster Germania (Thesinge). Het kerspel omvatte ook het deel van Onderdendam ten noorden van het Winsumerdiep; de bebouwing aan de Middelstumerweg, Warffumerweg, Rodeweg en Winsumerweg. Ook het streekje Rodewolt behoorde ertoe. Het kerspel vormde onderdeel van het Oosterambt van Hunsingo.
Ergens in de middeleeuwen werd een kerk gebouwd in Menkeweer, maar wanneer is onbekend. In de Keuren van Hunsingo uit 1252 werd het aanzweren van rechters in Uldernadomme (Onderdendam) verricht op een kerkhof, waarmee volgens Hempenius Menkeweer bedoeld moet zijn. Dat zou betekenen dat er toen al een kerk heeft gestaan. De eerste vermelding van de kerk is echter pas bij de reductie, toen de kerk gecombineerd werd met Stitswerd. Bij de kerk stond een klokkenstoel, die in 1617 werd vernieuwd. Er moet toen ook een nieuwe klok in zijn gehangen, want de oude was er tijdens de Tachtigjarige Oorlog uitgeroofd. In 1651 werd de kerk weer zelfstandig en kreeg een eigen predikant. In 1692 werd de kerk echter weer gecombineerd met Westerwijtwerd, hetgeen tot de sloop van de kerk zo bleef. De staande collatie werd in 1694 door de Staten van Stad en Lande verkocht aan de familie Van Ewsum van Middelstum.

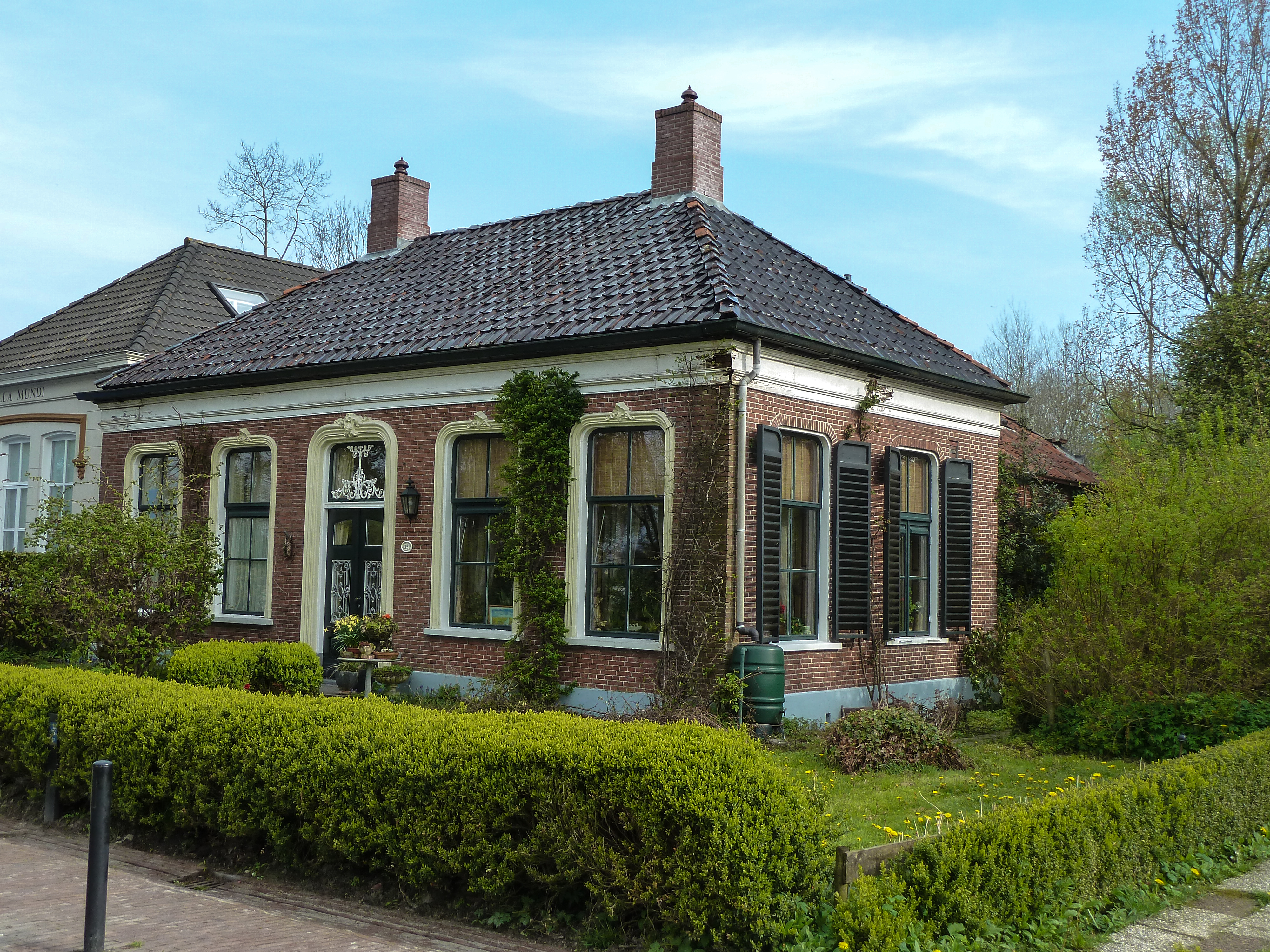
Voormalige meesterswoning met linksachter de voormalige lagere school van Menkeweer

Menkeweer bleef altijd een klein dorp. In 1738 telde de kerkelijke gemeente slechts 34 lidmaten en stonden er 20 huizen, waarvan slechts een handvol nabij de wierde. Een ander groepje huizen stond rond de Rodeweg tussen de weg naar Winsum, het Winsumerdiep en het Warffumermaar. In 1650 (een jaar voordat de predikant kwam) werd een kosterij gebouwd bij Menkeweer, waar de predikant woonde totdat provincieboerderij Menkeweer bij de wierde in 1655 was verbouwd tot een weem (pastorie). De kosterij stond waarschijnlijk op de plek waar later de school (Warffumerweg 37) en meesterswoning (Warffumerweg 35) werden gebouwd. De school telde rond 1800 ongeveer 50 leerlingen. De weem (boerderij Menkeweer) werd in 1790 samen met de bijbehorende 30 hectare land verhuurd. In 1865 werd de boerderij gerestaureerd. Eind 20e eeuw werd de boerderij verkocht. In verband met aardbevingsschade werd het voorhuis in 2021 gesloopt en vervangen door nieuwbouw.
Bij de kerk hoorde ook een armenhuis (diaconiehuis), dat iets van de weg afstond aan de Warffumerweg 15 en in 1837 werd er tevens een werkhuis gevestigd. In 1880 werd het armenhuis gerestaureerd door de hervormde gemeente. Het vormt tegenwoordig een woonhuis. Vroeger was het armenhuis vanaf de weg niet zichtbaar doordat er een schoenenzaak voorstond, die echter later na brand werd afgebroken. Vanaf het armenhuis liep vroeger een kerkpad via de boerderij aan de Warffumerweg 41 naar Stitswerd. Dit kerkpad is zichtbaar op de topografische kaart van 1853.

### Menkeweer wordt Onderdendam en sloop van de kerk
Tot begin 19e eeuw vormde Menkeweer onderdeel van de rechtsstoel Menkeweer en Huizinge. De 'galgenberg' of 'gerichtplaats' wordt in 1756, het rechthuis in 1763 genoemd. In 1803 werd Onderdendam aangewezen tot rechtsstoel of jurisdictie van het nieuwe drostambt Hunsingo-quartier. Er werd vervolgens in 1804 een nieuwe rechtszaal (het Oude Regthuis) ingericht, in 1808 een kantoor voor de ontvanger van de beschreven middelen (belastingen) en ten slotte kwam er ook een notaris. Hierdoor werd Onderdendam een geliefde plek om te wonen en er ontstond langzamerhand een dorpje. Overigens werd er nog in 1808 een brouwerij gesticht in Menkeweer en in de negentiende eeuw waren er ook een bakkerij, timmerman en smid te vinden.
In 1808 werd een rekest van landbouwer Jan Reinders c.s. ingediend bij de Landdrost om de kerspelen van Onderwierum en Menkeweer met het stuk van Onderdendam dat onder Bedum viel, samen te voegen tot één kerspel. In 1828 werden de drie dorpen uiteindelijk verenigd. Over het sloopjaar van de kerk van Menkeweer heeft lange tijd onduidelijkheid bestaan. Volgens Vinhuizen (1935) en Tilbusscher (1935) en (in navolging daarvan) Hempenius (2004) werd de kerk al in 1820 gesloopt. Volgens Van der Aa (1848), Ter Laan (1954-55), Fockema Andreae (1960) en veel andere bronnen werd de kerk echter pas in 1843 gesloopt. Beide jaren zijn echter niet correct. In 1826 werd geschreven dat de kerk toen "in zoodanige totaal vervallen toestand was dat niet dan met gevaar gebruik van kon worden gemaakt" en dat de kerkgangers daarom samenkwamen in de school in Onderdendam. Na de fusie met Onderwierum en Onderdendam in 1828 werd de kerk nog in hetzelfde jaar op afbraak verkocht. De kerkgangers kwamen vervolgens tot 1840 samen in de kerk van Onderwierum, tot de gereedkoming van het nieuwe kerkgebouw in Onderdendam dat jaar. Van het kerkje van Menkeweer zijn geen afbeeldingen bekend. De kerk en klokkenstoel zijn alleen schematisch afgebeeld op de Coenderskaart van 1677-78. Deze afbeelding is gereproduceerd op een herinneringszerk bij de ingang van het kerkhof. De klok werd herplaatst in de Hervormde kerk van Onderdendam, waar deze tot de restauratie van de kerk in 1969 heeft gehangen.
De wierde van Menkeweer werd evenals vele andere deels afgegraven aan het einde van de 19e of begin 20e eeuw. De sloot aan oostzijde van de wierde werd later deels volgestort met puin en afval. Het gebied ten noorden van het Winsumerdiep werd nog lange tijd aangeduid met Menkeweer, maar in de loop van de 19e eeuw werd de naam gewijzigd in Onderdendam. De school, schoolmeesterswoning en het armenhuis van Menkeweer zijn hierdoor onderdeel geworden van de dorpskom van Onderdendam.

### Kerkhof
Het kerkhof meet ongeveer 20 bij 38 meter en bood vroeger ruimte aan 360 grafsteden verdeeld over 15 grafregels, die weer waren verdeeld in 4 afdelingen van elk 6 graven. Het kerkhof bleef nog lang na de sloop van de kerk in gebruik. In 1872 werd echter een nieuwe begraafplaats ten zuiden van Onderdendam geopend. In 1903 werd de laatste persoon begraven op het kerkhof van Menkeweer. De bekendste persoon die op het kerkhof werd begraven was notaris, Eerste Kamerlid en voorzitter van het waterschap Hunsingo Adriaan Jan van Roijen (overleden 1874). In 1951 werden door de hervormde gemeente enkele graven gerestaureerd. De kerkelijke gemeente wilde echter van het kerkhof af. Het waterschap Hunsingo vond dat zij het aan Van Roijen verplicht waren zijn graf goed te onderhouden en kwamen daarop in 1959 met de hervormde gemeente overeen om het kerkhof voor het symbolische bedrag van 1 gulden aan te kopen. In 1961 liet het waterschap het kerkhof restaureren door de Heidemij en in 1962 liet zij enkele bomen aanplanten ter verfraaiing. De nabestaanden (voor zover bekend) werden dat jaar aangeschreven om de graven van hun voorouders te restaureren. Een tweetal graven werd daarop geruimd. Sindsdien telt het kerkhof 56 (liggende) grafzerken. De oudste grafsteen is van 1806 en de nieuwste van 1903. Begin 20e eeuw lag er ook een grafsteen uit 1781, maar deze is verdwenen.
Op 21 april 1970 werd het kerkhof aangewezen als archeologisch rijksmonument. In 1984 werd het kerkhof gerestaureerd door het bedrijf Noord Groninger Steenhouwerij Bonjernoor en in 2003 door Landschapsbeheer Groningen. Tussen 2005 en 2006 werd een bruggetje aangelegd over de sloot als aansluiting op het wandelpaadje naar het kerkhof, zodat niet langer het erf van de boerderij ernaast betreden hoefde te worden (al loopt het pad nog wel over grond van de boerderij). Bij de ruilverkaveling Noordpolder (1955-1980) werd namelijk verzuimd om het recht van overpad (overrede en uitvaart) uit 1889 te hervestigen. Oorspronkelijk was het ook de bedoeling dat een wandelpad vanaf het Onderdendamsterbos door het weiland naar het kerkhof zou worden aangelegd, maar dit is nooit gebeurd. Het waterschap (inmiddels opgegaan in Noorderzijlvest) heeft het kerkhof nog altijd in beheer.

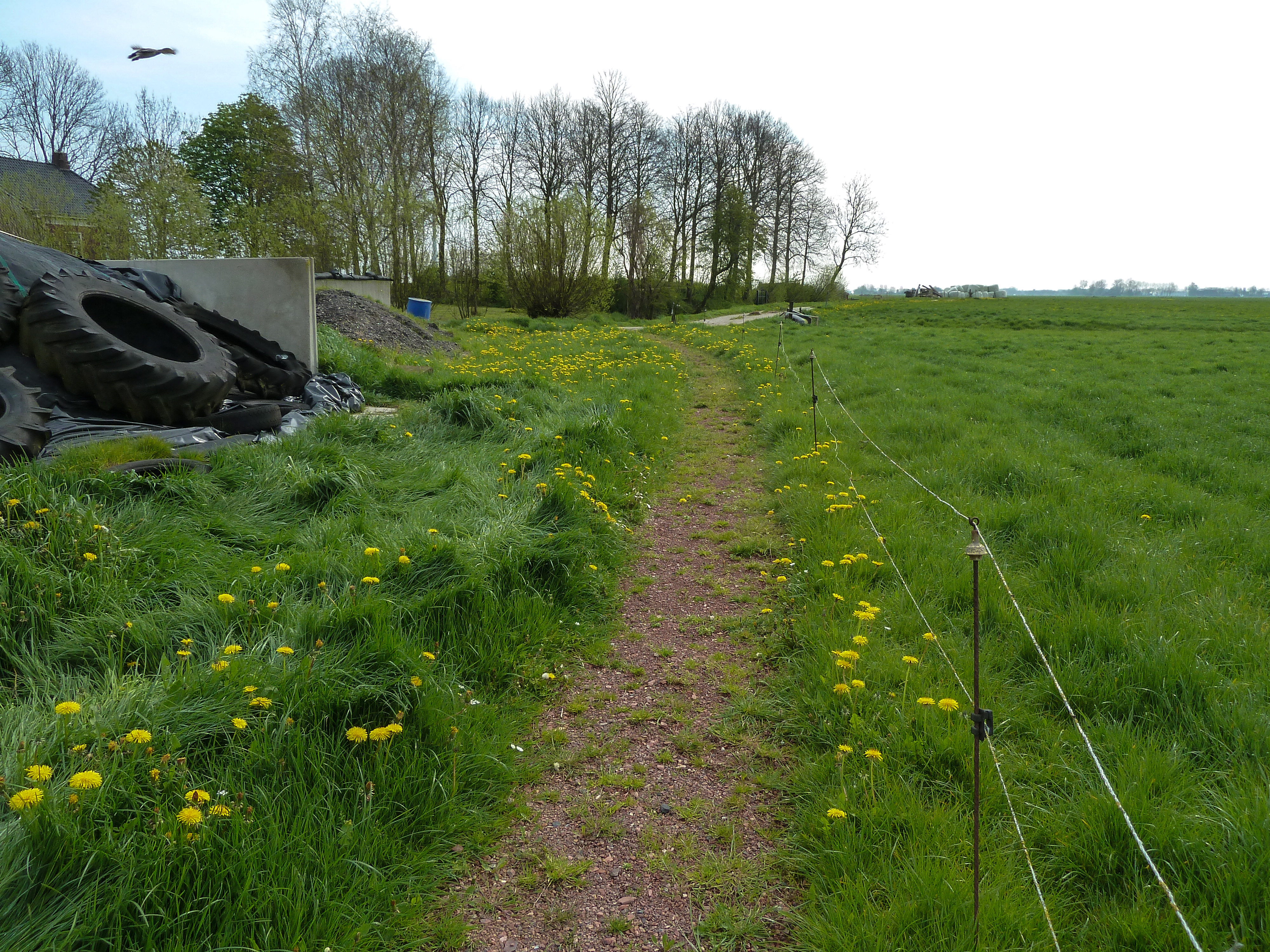
Padje naar het kerkhof
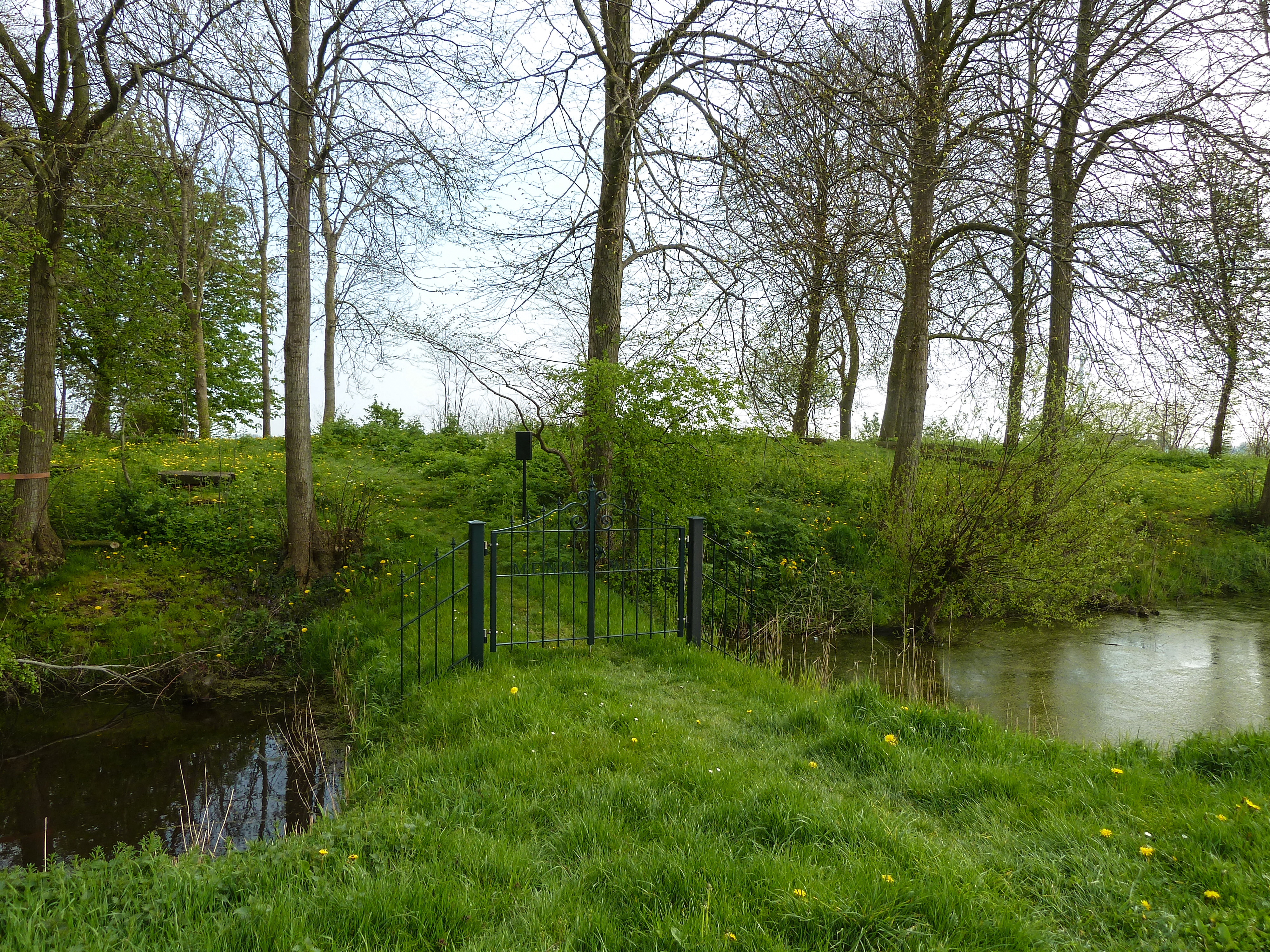
Ingang naar het kerkhof op de wierde
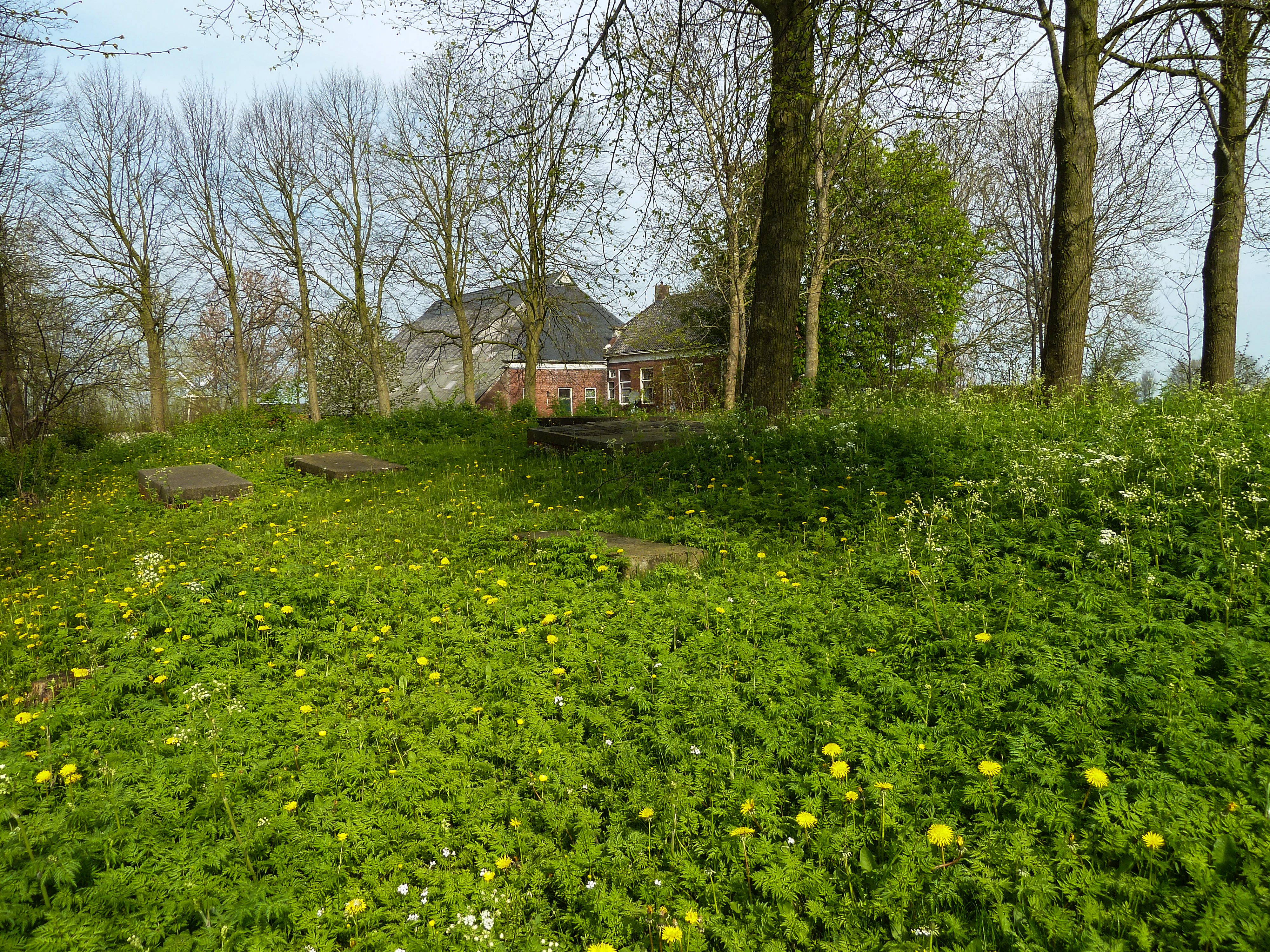
Zerken op het kerkhof met op de achtergrond boerderij Menkeweer

### Steenfabriek
In het uiterste zuidwesten van het kerspel Menkeweer stond de steenfabriek Allershof, die voor het eerst werd genoemd in 1765. Het was een van de vier steenfabrieken die aan het Winsumerdiep tussen Winsum en Onderdendam stonden (de andere drie waren Lombok, De Brake en Woellust) en een van de dertien steenfabrieken die in een straal van vier kilometer rond Onderdendam stonden. In de 19e eeuw kwam de fabriek in handen van landbouwer Jan Gerrits Allershof(f) die in 1885 de eerste ringoven van Groningen liet bouwen en daarmee de productie van bakstenen in een jaar van 1 miljoen naar 4 miljoen stenen liet stijgen. In de loop der tijd werd het bedrijf uitgebreid op het grondgebied van Winsum. In 1901 ging de steenfabriek, die toen onder leiding stond van G. Nanninga en een stoomsteenfabriek was, samenwerken met de beide steenfabrieken van H.J. Limborgh Meijer uit Ruischerbrug. In 1904 fuseerden de bedrijven tot een naamloze vennootschap. De beide fabrieken misten op den duur echter voldoende grootschaligheid om kostbare investeringen in mechanisatie (in verband met de opgelopen arbeidskosten) en automatisering te doen en in 1963 moest daarom de fabriek in Onderdendam sluiten. In 1965 sloot ook een van de fabrieken in Ruischerbrug. De resterende fabriek (aardewerk) maakte onder de naam Groninger Keramische Industrie NV rond 1967 een doorstart en ging in 1970 onder de naam Adco een naamloze vennootschap aan met het Delftse NV Porceleyne Fles, waarvan het vanaf 1972 een dochter werd. De fabriek bleef echter onrendabel en werd in 1976 alsnog gesloten. De steenfabriek van Menkeweer/Onderdendam vormt sinds de sluiting een ruïne in het landschap, die langzaam bezig is te vergaan.